# Oschakan
Oschakan (armenisch Օշական), andere Umschriften Oshakan, Ōšakan, ist eine Kleinstadt in der zentralarmenischen Provinz Aragazotn, die vor allem als Begräbnisort von Mesrop Maschtoz bekannt ist, einem Heiligen der Armenisch-Apostolischen Kirche, der wegen der Einführung der armenischen Schrift im Jahr 405 verehrt wird. Die über seinem Kenotaph in den Jahren 1875–1879 anstelle eines Vorgängerbaus neu errichtete Kirche ist ein Pilgerziel. Auf dem Hügel Didikond wurde eine urartäische Festung freigelegt, die ältesten Grabfunde stammen aus der Späten Bronzezeit. In der Ortsmitte blieben eine kleine, Surb Sion oder Mankanoz genannte kreuzförmige Kirche mit vier Konchen aus dem 7. Jahrhundert und ein Tukh-Manuk-Schrein erhalten.

## Lage

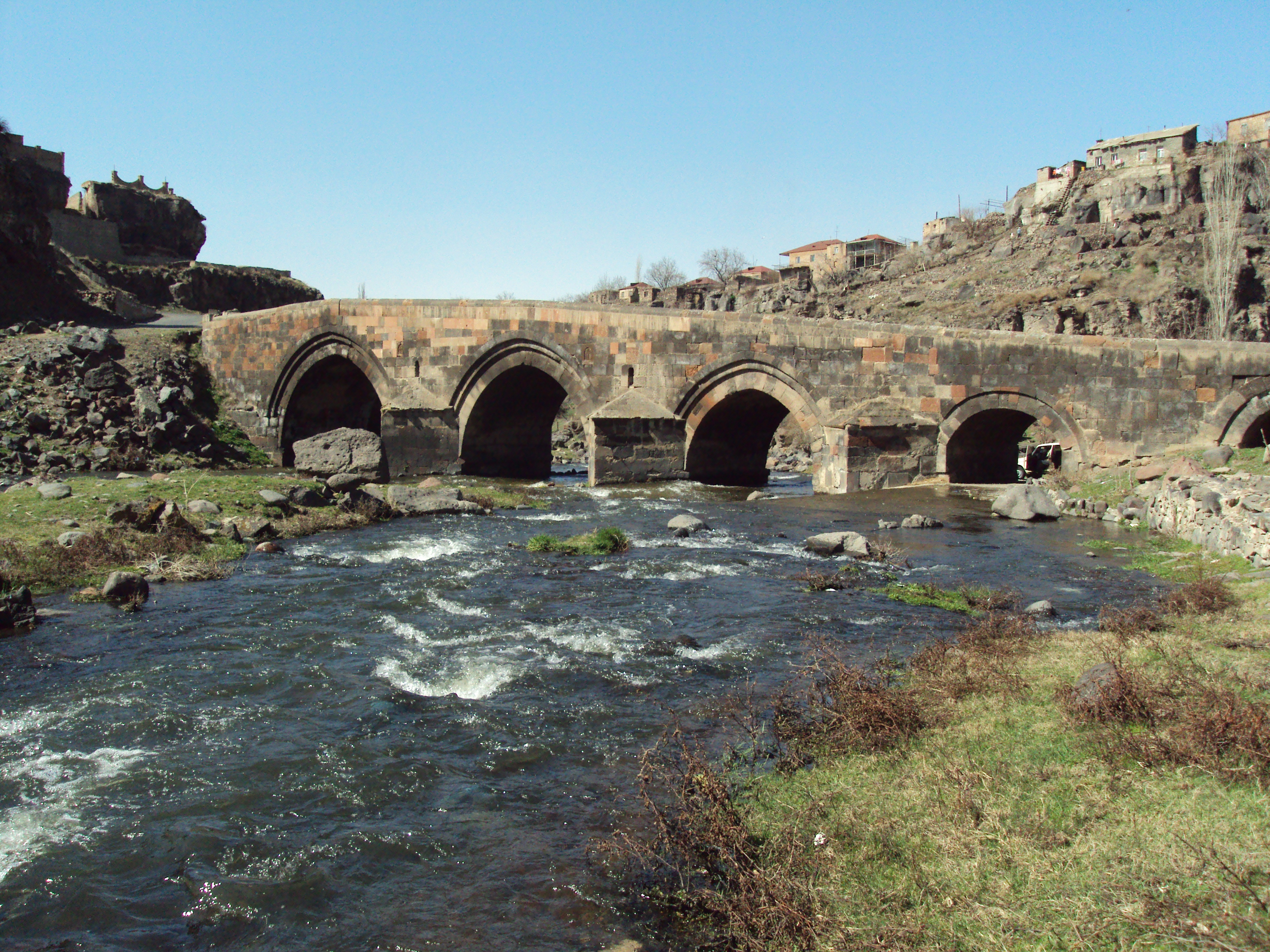
Brücke von 1705 über den Kassagh

Oschakan liegt 23 Kilometer nordwestlich von Jerewan und ist über die nach Gjumri führende Schnellstraße M1 erreichbar. In der  Provinzhauptstadt Aschtarak zweigt eine Nebenstraße (H19) nach Südwesten ab, die nach vier Kilometern durch Oschakan und weiter nach Etschmiadsin führt und dort eine Verbindung mit der M5 zwischen Jerewan und Armawir herstellt.
Eine fünf Kilometer lange Straße (H20) in nordwestlicher Richtung verbindet Oschakan beim Dorf Agarak ebenfalls mit der M1 und steigt anschließend am Hang des Aragaz nach Tegher und Bjurakan auf. Mit 1051 Metern Höhe liegt Oschakan noch in der breiten Ebene des Aras-Tals am Rand der südlichen Ausläufer des 4090 Meter hohen Aragaz.  Dort entspringt der Fluss Kassagh, der in einer tiefen Schlucht Aschtarak durchquert, südlich des Ortszentrums an Oschakan vorbeifließt und später in den Aras mündet.

## Geschichte
Die Geschichte des Aras-Tals reicht bis in die Frühe Bronzezeit ab der Mitte des 4. Jahrtausends v. Chr. zurück. In der Späten Bronzezeit (ab dem 15. Jahrhundert v. Chr.) wurde auf dem Hügel Didikond am östlichen Ortsrand eine Siedlung angelegt. Dort befinden sich die Reste einer urartäischen Festung aus der ersten Hälfte des 1. Jahrtausends v. Chr. und der hellenistischen Siedlung Nor Oschakan („Neu-Oschakan“).
Die Bedeutung des Ortes geht auf den Mönch Mesrop Maschtoz (um 360–440) zurück, dessen Grab nach seinem Tod zu einer Pilgerstätte wurde. Der Name Mesrop steht für die Einführung der armenischen Schrift im Jahr 440, ein Datum, das neben der Erklärung des Christentums zur Staatsreligion durch König Trdat III. 314 und der ersten, von Moses von Choren (Movses Chorenatsi) im 5. Jahrhundert verfassten armenischen Chronik einen der drei Eckpfeiler darstellt, auf denen sich der Geschichtsmythos der armenischen nationalen Identität gründet. Die armenische Dynastie der Arsakiden verlor 337 ihre Autonomie, als Armenien durch den römisch-persischen Machtkampf zum umstrittenen Gebiet zwischen dem Römischen Reich und den Sassaniden wurde. Zum Toponym „Armenien“ zählten Mitte des 4. Jahrhunderts das Arsakidenreich mit der Hauptstadt Dvin im Norden, mehrere Satrapien im Süden im römischen Einflussbereich und das römische Kleinarmenien nordwestlich des Euphrat. Zu den Arsakiden des 4. Jahrhunderts gehörte die armenische Dynastie (Nacharare) der Amatuni, die sich von ihrem Zentrum in Schavarschan (in der heutigen iranischen Provinz Aserbaidschan) bis in den Norden und Westen des Sewansees ausbreiteten, wo sie die Festung von Oschakan zu ihrem Stammsitz machten.
Nach der Legende ließ König Trdat, ein Anhänger der altarmenischen Götter, den Prediger Gregor einsperren, die christliche Jungfrau Hripsime und ihre 37 Begleiterinnen, die später zu Märtyrerinnen wurden, töten, worauf er selbst bald danach krank wurde und sich in einen Eber verwandelte. Ein Engel erschien im Traum Trdats Schwester und sagte ihr, nur Gregor könne den König heilen. Gregor wurde freigelassen und als er das Wunder vollbracht und der König wieder Menschengestalt angenommen hatte, trat dieser aus Reue zum Christentum über und erklärte den neuen Glauben 301 (tatsächlich wohl eher 314) zur Staatsreligion. Gregor machte sich fortan mit Eifer an die Vernichtung der heidnischen Tempel. Das Christentum wurde fortan im politisch instabilen 4. Jahrhundert zum wesentlichen Identifikationsfaktor der Armenier.
Das Problem bei der Missionierung war, dass die ersten Prediger die Bibel in griechischer oder syrischer Sprache vorlasen und ihre Botschaft anschließend umständlich für das einfache Volk auf Armenisch übersetzen mussten; ein Verfahren, das einer weiteren Verbreitung des Christentums im Weg stand. Die Amtsträger sprachen Griechisch oder Parthisch und die sassanidischen Machthaber versuchten, ihre Kultur – und als strenge Anhänger des Zoroastrismus vor allem ihren Glauben – den Armeniern aufzudrängen. Nach der Teilung Armeniens zwischen dem oströmischen Kaiser Theodosius I. (reg. 379–395) und dem sassanidischen Großkönig Schapur III. (reg. 383–388) durch den Vertrag von Ekeghiats (Ekeleac) im Jahr 387 kamen die nordarmenischen Gebiete zu Ostrom. Nunmehr übten die Byzantiner auf ähnliche Weise Druck auf die Armenier aus, indem sie Griechisch zur Liturgiesprache erklärten und auch nach dem 6. Jahrhundert noch versuchten, die chalkedonische Orthodoxie missionarisch zu verbreiten. Mesrop Maschtoz Erfindung des an das griechische Alphabet angelehnten armenischen Alphabets im Jahr 405 nach der kirchlichen Tradition begrüßten die Armenier daher als ein Wunder. Der Schrift wurde ein göttlicher Ursprung zugedacht. Mesrop habe die Schrift von Gott mit einem goldenen Hammer in Stein gemeißelt vorgefunden und habe sie nur noch abschreiben müssen. Vielleicht soll die Legende auch an ein uraltes armenisches Alphabet erinnern, das zur damaligen Zeit in Vergessenheit geraten war, und um diese wieder zu entdecken habe der König den Gelehrten Mesrop in alle Landesteile ausgesandt. Bis heute gilt die Schrift als das Mittel, mit dessen Hilfe Wissen und Weisheit erworben und tradiert werden kann. Oschakan ist ein Ort, an dem der magischen, aus vorchristlicher Zeit überlieferten Bedeutung der Schrift gedacht wird, ein anderer ist ein aus Buchstaben bestehender Skulpturenpark auf freiem Feld 20 Kilometer südlich von Aparan.
Mit Mesrop Maschtoz begann die Übersetzung der Bibel in die armenische Sprache. Im 5. Jahrhundert erfolgte die offizielle Übernahme des Armenischen als Liturgiesprache. Die in den Klöstern im Mittelalter angefertigten illuminierten Handschriften gelten bis heute als die eigentlichen Träger des armenischen kulturellen Erbes.
Eine erste Kirche wurde nach Mesrop Maschtoz Tod um 443 von Vahan Amatuni gestiftet, ein von den Sassaniden als Assistent des Statthalters eingesetzter Fürst der Amatuni-Dynastie, der sich 451 mit anderen armenischen Dynastien gegen die Einführung der persischen Religion in seinem Land auflehnte und dafür nach Gorgan in die Verbannung geschickt wurde. Von diesem Gebäude und den zahlreichen nachfolgenden ist abgesehen von der Gruft nichts erhalten geblieben. Die heutige Kirche wurde unter Katholikos Georg IV. 1875–1879 errichtet.
Oschakan wird zusammen mit Karbi (nördlich von Mughni) in einer 1244 datierten Inschrift des Fürsten Kurd, Sohn des Fürsten Vache Vachutyan, an der Hauptkirche des ehemaligen Klosters Astvatsnkal (am Kassagh halbwegs zwischen Saghmosavank und dem Aparan-Stausee) erwähnt. Beiden Orten stiftete der Fürst demnach Land. In der Amtszeit des Katholikos Movses Siunetsi (1620–1633) und seines ihm nachfolgenden Schülers Pilippos Haghbaketsi (1633–1655) wurden das Kloster von Oschakan und andere in den zwei unruhigen Jahrhunderten zuvor geschlossene armenische Klöster wiederaufgebaut.
1827 fand in der Nähe von Oschakan während des Russisch-Persischen Kriegs 1826–1828 ein Gefecht zwischen den Truppen des persischen Schahs Abbas Mirza und den unter der Führung des Generals AfanassiKrassowski stehen den Einheiten des Russischen Reichs statt. Als Erinnerung an die Niederlage der Russen, die zwischen 1154 und 3200 Mann verloren, wurde 1833 ein Denkmal aufgestellt. 2011 wurde ein neues Denkmal südlich des Kassagh an der Straße nach Etschmiadsin eingeweiht.

## Ortsbild

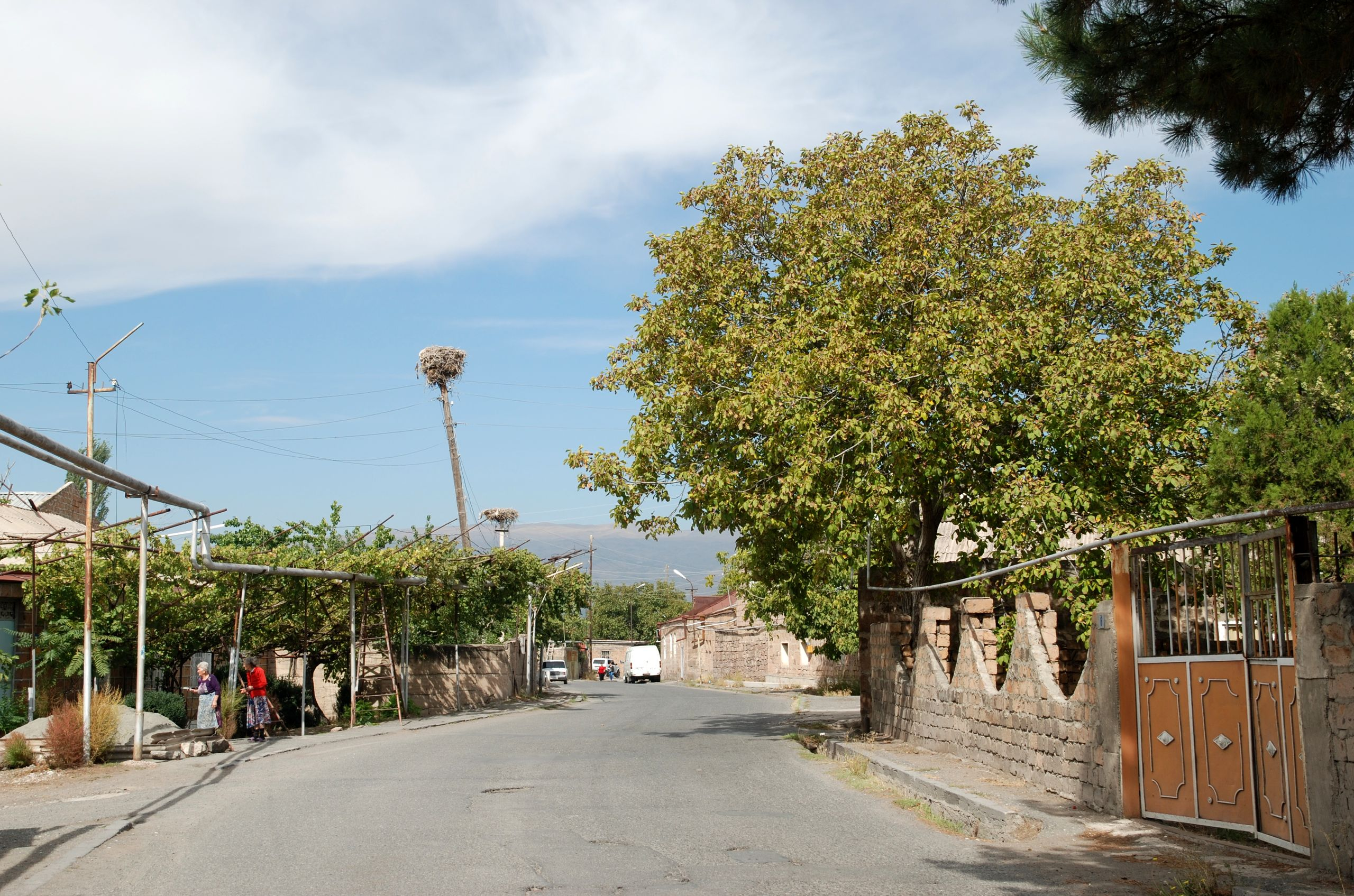
Ortsmitte Richtung Voskevaz. Storchennester, Vorgärten mit Walnussbäumen und Weintrauben.

Bei der Volkszählung des Jahres 2001 wurde die offizielle Einwohnerzahl mit 5106 angegeben. Im Januar 2012 lebten nach der amtlichen Statistik in Oschakan 5962 Einwohner.
Das geographische Zentrum des Ortes befindet sich etwa an der Einmündung der drei aus Süden, Nordosten und Nordwesten kommenden Straßen. Einen knappen Kilometer Richtung Kassagh liegen eng beieinander die Kirche mit der Grabgruft von Mesrop Maschtoz und der alte Friedhof am Rand des Siedlungshügels Didikond. Die ein- bis zweigeschossigen, häufig in ummauerten Gärten liegenden Wohnhäuser umgeben den Siedlungshügel an seiner West- und Nordseite, an den übrigen Seiten wird er durch einen großen Bogen des Kassagh-Flusstals begrenzt. Von der Kirche nach Süden führt die Straße nach wenigen Metern in die Schlucht hinunter zu einer Straßenbrücke von 1705. Die Zionskirche (Mankanoz) liegt entfernt nördlich der Einmündung. Entlang der nordwestlichen Ausfallstraße ist Oschakan mit dem Dorf Voskevaz zusammengewachsen, auf dessen umliegenden Feldern Weinbau betrieben wird.

### Grabkirche des Mesrop Maschtoz

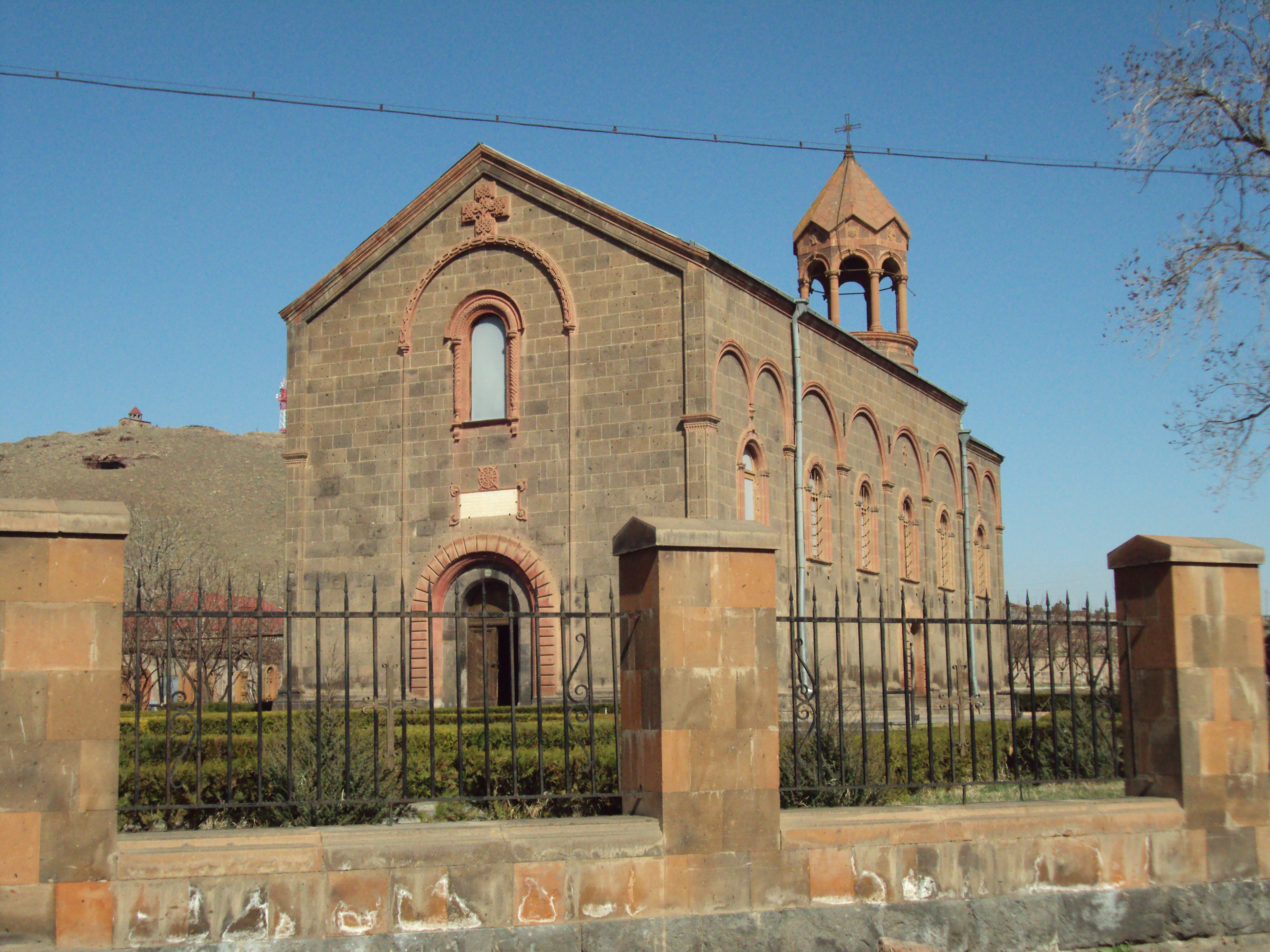
Mesrop-Maschtoz-Kirche von Südwesten

Ein erster Schrein für den heiligen Mesrop soll hier bereits 443, drei Jahre nach seinem Tod gestanden haben. Dies geht aus einem Bericht des zeitgenössischen Chronisten Koriun (Koriwn) „Leben des Maschtoz“ (Varkʿ Maštocʿi), Kapitel 26, hervor: „Nachdem drei Jahre vorüber waren, gelang es dem Wahan Amatuni, mit Christus liebendem Eifer einen prächtigen Altar aufzubauen, mit verzierten gemeißelten Steinen, und im Innern des Altars bereitete er die Ruhestätte (Martyrosaran) des Heiligen.“ Während die ursprünglich über der Grabgruft erbaute Kapelle und spätere Nachfolgebauten längst verschwunden sind, soll die unterirdische Gewölbekammer noch original sein. Nach Koriuns Beschreibung sollte das zweigeschossige Gebäude ähnlich wie die Reliefabbildung eines Grabmonuments auf der Stele von Odsun ausgesehen haben. Sie zeigt einen kubischen Unterbau mit einem von vier Pfeilern getragenen Baldachin darüber. Derartige Tetrapylen sind auf dem Gebiet der syrischen Toten Städte aus Brad (3. Jahrhundert) und Dana (Nord) (2. Jahrhundert) bekannt. Wahrscheinlicher ist jedoch, dass sich der oberirdische Altar in einer geschlossenen Kapelle befand.
Das heutige Gebäude wurde bis 1879 unter Katholikos Georg IV. fertiggestellt. Die Kirche liegt in einem von Obstbäumen umgebenen Park. Sie ist eine für Armenien ungewöhnliche Saalkirche mit einer Reihe Blendbögen über den Rundbogenfenstern an den Längsseiten in einem entfernt neoromanischen Stil. Das leicht spitzbogige Tonnengewölbe im Innern ist durch Gurtbögen über den Wandpfeilern zwischen den Fenstern gegliedert. Aus der Mitte der Ostwand tritt ein 1884 ergänzter, kreisrunder Glockenturm, dessen Glockenstuhl von einem Faltdach bekrönt wird. Die Wandmalereien wurden bei der Restaurierung des Gebäudes 1960 angefertigt.
Die beiden Eingänge zur Grabkammer unter dem Altar befinden sich außen an der Nord- und Südseite. Die knapp zehn Quadratmeter große, dunkle Gewölbekammer besitzt im Osten eine Apsis mit einem Altar und eine Nische an der Westseite, in der sich einst ein Fenster befand. Dies weist darauf hin, dass der Raum früher teilweise über dem Bodenniveau lag. Unter den Bäumen des Parks steht eine Sammlung von Tuffsteinen, die als moderne Chatschkare ornamentiert sind und die Buchstaben des armenischen Alphabets darstellen.

### Mankanoz

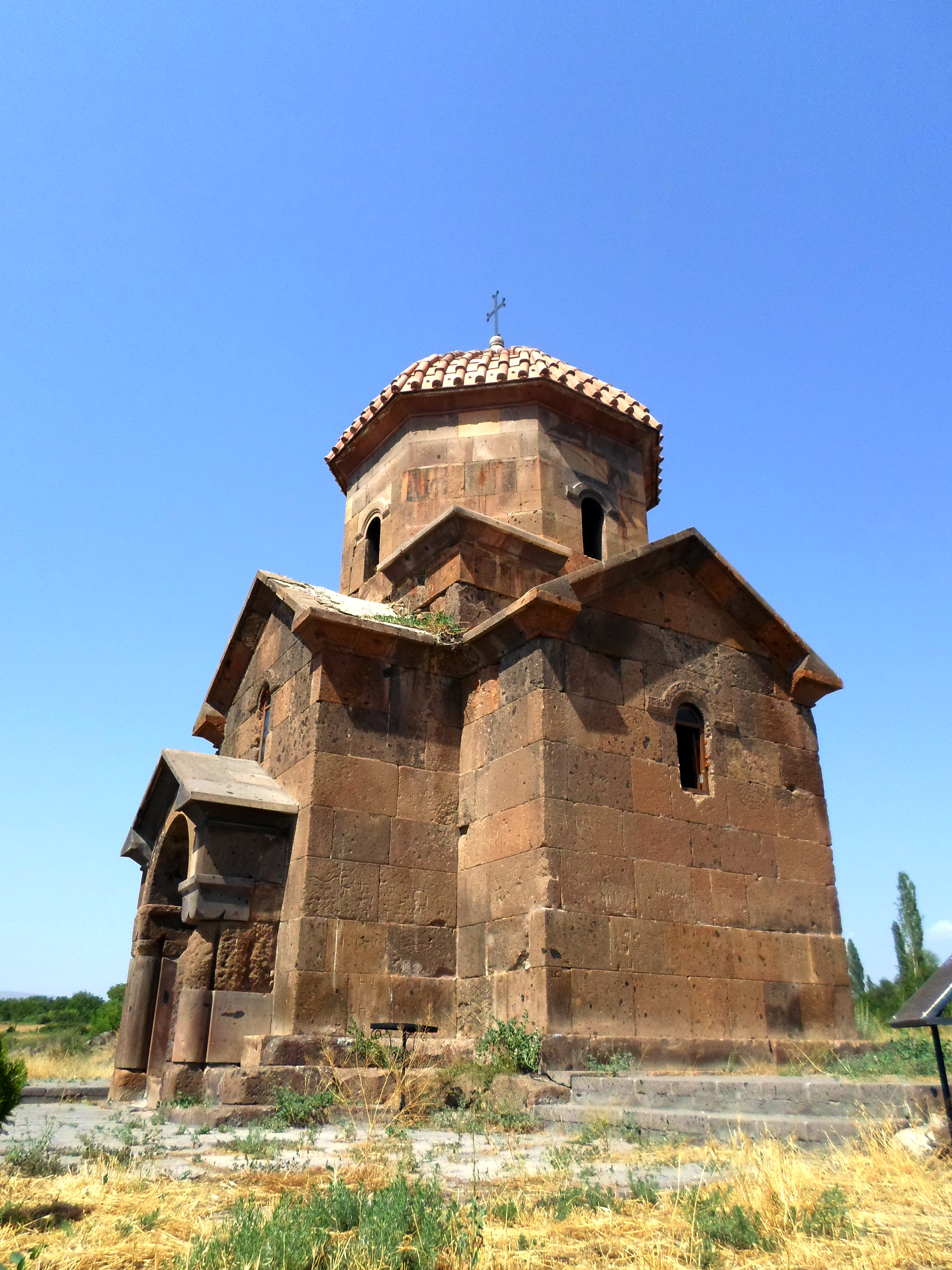
Zionskirche von Süden

Die Zionskirche (Surb Sion), genannt Mankanoz, „Kirche der jungen Mädchen“, ist ein kleiner Tetrakonchos, eine Anlage mit vier von einem Zentrum kreuzförmig ausgehenden halbrunden Konchen, die außen rechteckig ummantelt sind und so als Kreuzkuppelkirche erscheinen. Die Außenmaße betragen 6,8 × 6,8 Meter. Kleine Tetrakonchen sind typisch für das 7. Jahrhundert, sie ähneln den zur selben Zeit entstandenen Trikonchen, bei denen wie bei der Muttergotteskirche in Talin die Westseite nicht halbrund, sondern quadratisch oder langrechteckig ausgebildet ist. Zu den außen kreuzförmigen Monokonchen des 7. Jahrhunderts mit einer halbrunden Ostapsis und drei rechteckigen Seitenarmen zählen Lmbatavank und die Kamrawor-Kirche von Aschtarak. Erst im 10. Jahrhundert entstanden Tetrakonchen mit seitlichen Nebenräumen, so dass ein rechteckiger äußerer Wandabschluss entsteht.
Die inneren Wandecken sind durch Gurtbögen miteinander verbunden und bilden eine zentrale quadratische Basis, die einen achteckigen Tambour mit einer Kuppel trägt. Für die Übergänge zwischen Quadrat und Achteck sorgen fächerförmige Zwickel. Das Portal in der Westwand wird durch einen Vorbau mit seitlichen Halbsäulenpaaren betont. Das aus Tuffstein gemauerte Gebäude wurde 1950 sorgfältig restauriert, es ist an den Seitenarmen mit Steinplatten und über der Kuppel mit Ziegeln gedeckt.
Neben der Kirche steht eine schlanke Steinstele auf einem Sockel, die nach der armenischen Überlieferung das Grab des byzantinischen Kaisers Maurikios (reg. 582–602) oder seiner Mutter markieren soll.

### Tukh-Manuk-Schrein
Einige Meter nördlich der Mesrop-Maschtoz-Kirche zweigt ein Weg nach rechts ab, von dem aus der Friedhof am Fuß eines flachen Hügels zu erreichen ist. Im ältesten Teil des Friedhofs steht eine Kapelle aus grauen und rotbraunen Tuffsteinen, deren Satteldach mit Steinplatten gedeckt ist. Der Schrein ist Tukh Manuk gewidmet, eine aus altarmenischer Zeit in den christlichen Volkskult übernommene mythische Figur, der vor ihrem aus einer Steinsetzung bestehenden Altar Tieropfer (Tauben, Hühner) dargebracht werden. Vor dem Eingang steht ein großer Chatschkar.
Der Tukh-Manuk-Schrein ist restauriert. Josef Strzygowski beschreibt in seinem Werk zur armenischen Baukunst 1918, wie in dessen Umgebung alte Grabsteine herumlagen. Auf einer Abbildung ist der als Friedhofskapelle bezeichnete Schrein in stark beschädigtem Zustand mit teilweise fehlendem Dach zu sehen. Ein Fußweg führt weiter Richtung Schlucht zu einem Altar in einer Höhle, der namentlich der Muttergottes (Astvatsatsin) zugedacht ist. Eine Gregor-Kapelle (Surb Grigor) am Rand der Ausgrabungsstätte soll auf das 5. Jahrhundert zurückgehen.

### Siedlungshügel Didikond

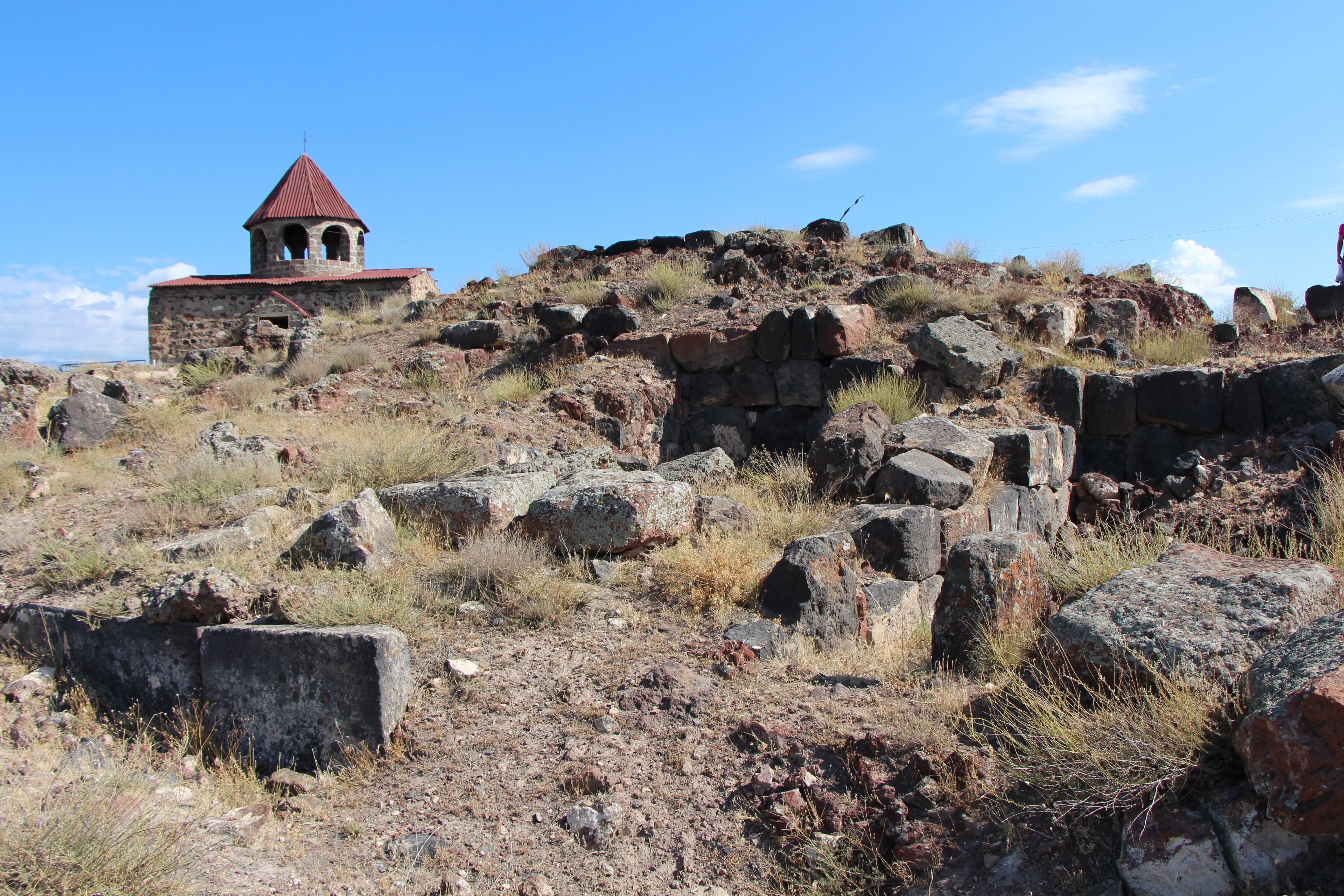
Reste der urartäischen Festung auf der Hügelspitze mit der Gregor-Kapelle.

Weiter oben auf der Hügelspitze wurde eine spätbronzezeitliche Festung und nordöstlich davon auf einem kleineren Hügel in sowjetischer Zeit eine jüngere hellenistische Siedlung der Jerwandiden-Dynastie (um 600 – um 200 v. Chr.) freigelegt. Die urartäische Festung aus dem 8. Jahrhundert v. Chr. erwähnte erstmals Toros Toramanian, dessen Forschungsschwerpunkt zwar die mittelalterlichen Kirchen waren, der jedoch in seinen ab 1914 erstellten Katalog der historischen Denkmäler Armeniens auch vorchristliche Festungen und Grabstätten (Kurgane) aufnahm. Zu den an den südwestlichen, westlichen und nördlichen Ausläufern des Aragaz gelegenen urartäischen Fundorten gehören Metsamor, Aragaz, Tsaghkahovit, Schamiram, Horom und Oschakan. S. A. Esajan und Aram A. Kalantarjan veröffentlichten 1988 die Ergebnisse der von 1971 bis 1983 ausgegrabenen hellenistischen Siedlung. Im Jahr 2002 unternahmen Kalantarjan und andere weitere Ausgrabungen, über die sie im folgenden Jahr berichteten.
Das nordwestlich gelegene Aragaz und Oschakan gehörten zu den kleineren urartäischen Grenzfestungen. Die freigelegten Fundamente bestehen aus massiven behauenen Steinquadern. Sie wurden erst entdeckt, nachdem die Telefongesellschaft Armentel mit Grabungen für die Aufstellung von Sendemasten begonnen hatte. Die hölzernen Dachkonstruktionen der großen Räume waren von Säulenreihen gestützt.
Die Entwicklung in nach-urartäischer Zeit verlief ähnlich wie in Argishtihinili (15 Kilometer südwestlich Armawir) und in Artaxata. Im 4. Jahrhundert v. Chr. wurde der Ende des 7. Jahrhunderts zerstörte und weitgehend verlassene Hügel wiederbesiedelt. In dem aus 39 Räumen bestehenden urartäischen Gebäudekomplex fanden die Ausgräber in 15 der Räume und teilweise außerhalb über 30 Gräber aus hellenistischer Zeit. Die meisten waren mit Steinplatten abgedeckte Steinkistengräber. Brandspuren in den Gräbern verweisen auf Bestattungsrituale. Einige Grabstätten waren abgedeckte Steinkreise, in anderen Räumen gab es Krugbestattungen. Teilweise waren die Gräber bereits ausgeraubt oder enthielten keine Beigaben. In den übrigen fand man Schmuckstücke aus Bronze, Silber und Gold sowie Glasbehälter, deren Herstellungsmethode zeigt, dass der seit Mitte des 1. Jahrtausends v. Chr. existierende Friedhof noch im 3. Jahrhundert n. Chr. benutzt wurde.

## Partnerstädte
- Alfortville, Frankreich